# Helge Högbom

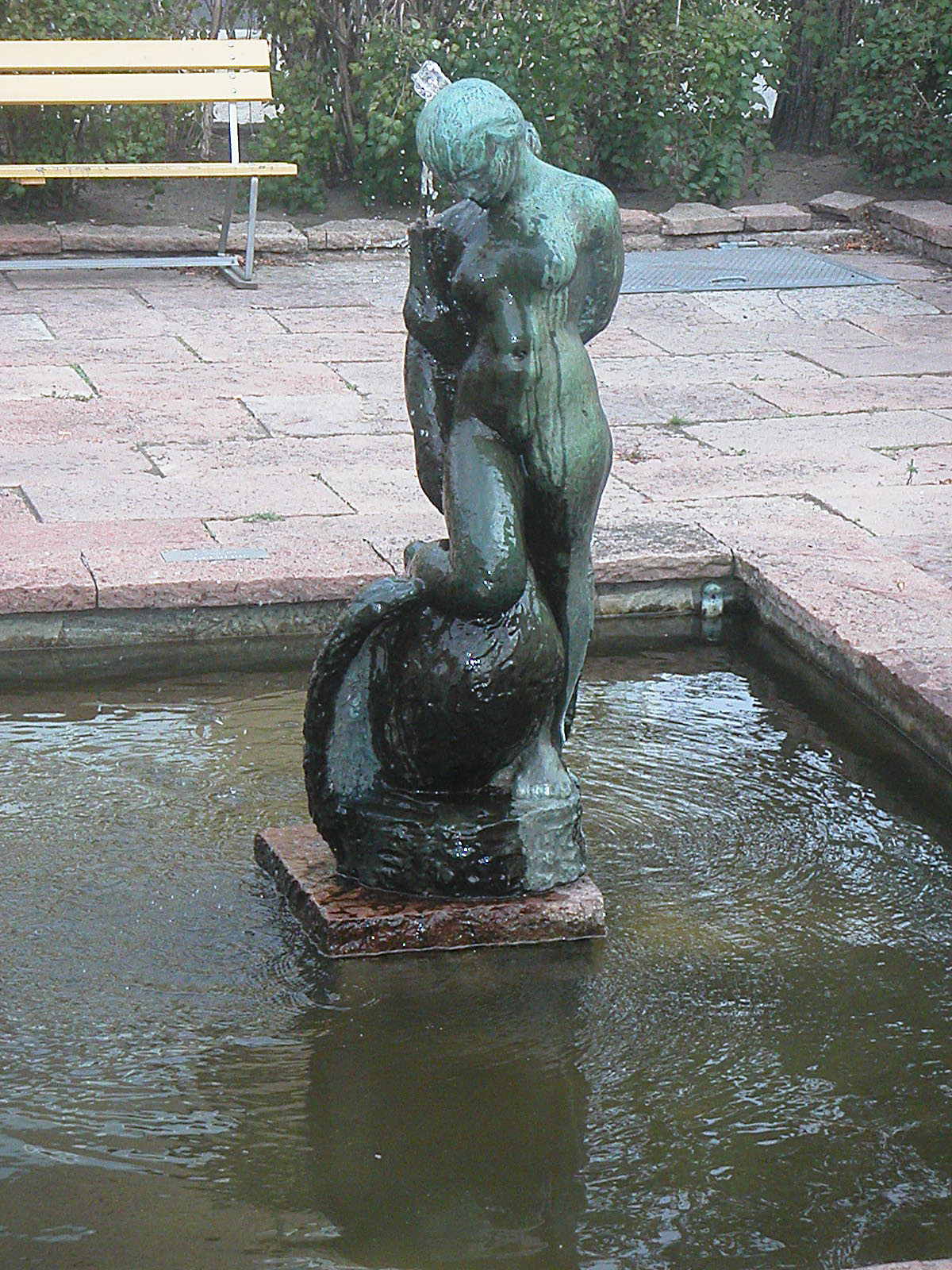
Leda och svanen i Eslöv.

Helge Waldemar Högbom, född 2 december 1910 i Malmö, död 22 juni 1996 i Sankt Petri församling i Malmö, var en svensk skulptör och målare.  
Helge Högbom utbildade sig på William Zadigs skulpturskola i Malmö. Han ställde för första gången ut 1937 i Skånes konstförenings årliga utställning, där han regelbundet medverkade fram till 1956. Högbom är gravsatt i minneslunden på Landskrona kyrkogård.

## Offentliga verk i urval
- Leda och svanen, brons, 1951, planteringen Trekanten i Eslöv
- Gåsflickan, brons, Falsterbo